# دوغ ماير
دوغ ماير (بالإنجليزية: Doug Meijer)‏ هو شخصية أعمال أمريكي، ولد في 1955.